# 道志中継局
道志中継局（どうしちゅうけいきょく）は、山梨県南都留郡道志村に設置されているテレビ中継局。2009年8月10日に地上デジタル放送の中継局が開設された。

## 概要
- 当中継局は、山梨県南都留郡の道志村の一部をカバーしている。
- 中継局の標高が高いため、東京都の多摩中継局がアナアナ変換を実施する前の2004年頃までは、東京都内でも受信することができた。
- なお、ここでは2009年8月10日に開局した地上デジタル放送中継局についても記述する。

## 所在地
- 南都留郡道志村字川原畑（菜畑山中腹）

## 中継局概要

### 地上デジタル放送
| リモコンキーID | 放送局名          | 物理チャンネル | 空中線電力 | ERP | 放送対象地域 | 放送区域内世帯数 |
| 1              | NHK甲府総合テレビ | 33ch           | 1w         | 4W  | 山梨県       | 509世帯          |
| 2              | NHK甲府教育テレビ | 35ch           | 1w         | 4W  | 全国         | 509世帯          |
| 4              | YBS山梨放送       | 32ch           | 1w         | 4W  | 山梨県       | 509世帯          |
| 6              | UTYテレビ山梨     | 34ch           | 1w         | 4W  | 山梨県       | 509世帯          |

### 地上アナログ放送
| 放送局名          | チャンネル | 空中線電力        | ERP              | 放送対象地域 | 放送区域内世帯数 |
| UTYテレビ山梨     | 49ch       | 映像10w /音声2.5w | 映像44w /音声11w | 山梨県       | 約-世帯          |
| YBS山梨放送       | 51ch       | 映像10w /音声2.5w | 映像44w /音声11w | 山梨県       | 約-世帯          |
| NHK甲府教育テレビ | 53ch       | 映像10w /音声2.5w | 映像44w /音声11w | 全国         | 約-世帯          |
| NHK甲府総合テレビ | 55ch       | 映像10w /音声2.5w | 映像44w /音声11w | 山梨県       | 約-世帯          |